# Молотицы
Молоти́цы (Малдицы) — село Муромского района Владимирской области Российской Федерации, входит в состав Борисоглебского сельского поселения.

## География
Село расположено в 20 км на север от Мурома на реке Ушна.

## История
Впервые упоминается в описях под 1629/30 г. Происхождение название села трактуется двояко: по одной версии потому, что здесь «молотили», по второй — от слова «молодицы»: по преданию, во время татарских набегов, здесь прятали молодиц в «Молодицких лугах», росших около села.
До революции крупное село Новокотлицкой волости Муромского уезда.
В годы Советской власти центр Молотицкого сельсовета, с 2005 года — в составе Борисоглебского сельского поселения.

## Население
| 1859 | 1897 | 1905  | 1926  | 2002  | 2010  | 2021 |
| ---- | ---- | ----- | ----- | ----- | ----- | ---- |
| 779  | ↗975 | ↗1035 | ↗1553 | ↘1271 | ↘1192 | ↘960 |

## Инфраструктура
В селе имеются Молотицкая средняя общеобразовательная школа (открыта в 1968 году), детский сад № 9, амбулатория, клуб, отделение почтовой связи.

## Достопримечательности
Церковь Успения Пресвятой Богородицы
На основание церкви записано местное предание. В 1754 г. в с. Молотицы Муромского уезда Владимирской губернии вместо бывшей ранее деревянной церкви стали строить каменную, в честь Успения Пресвятой Богородицы. Во время строительства понадобилось дубовое бревно. Нашли нужный дуб, срубили его, погрузили на телегу и повезли в гору, но тяжесть была до того велика, что, несмотря на все усилия, лошади не могли везти телегу. Решили оставить распряжённую телегу до утра, под горой, а на утро обнаружили, что телега пуста и от неё в гору ведут следы человека. Пойдя по ним, дошли до строящейся церкви, и увидали бревно, прислоненное к стене. Предание записано муромским краеведом А. А. Епанчиным от жителя с. Молотиц, рабочего завода в Муроме (23 июля 1974 г.). 22 ноября 2010 года передана Владимирской епархии Русской православной церкви в бессрочное безвозмездное пользование.

## Экономика
В селе функционируют предприятия:
- сельхозпредприятие — СПК «Мир» (овощи, корнеплоды, клубневые и ризомы, картофель),
- Рыбхоз «Молотицы»
- Отделение Сбербанка

## Известные уроженцы и жители
- Морозов, Алексей Андреевич (1931-2015), художник, сын А. В. Морозова
- Морозов, Андрей Васильевич (1901—1972), художник, член Союза художников СССР